# Radicalismo

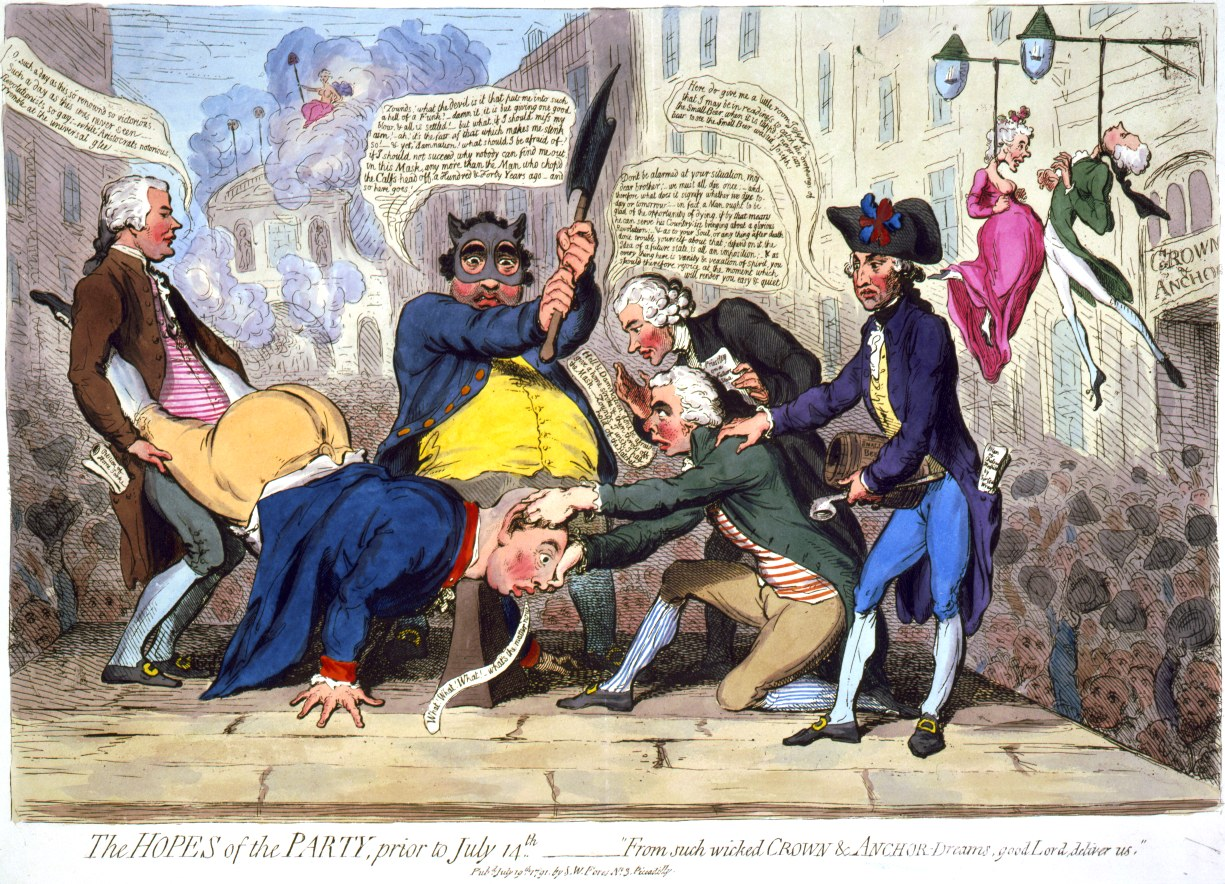
Caricatura de 1791 mostrando radicais ingleses decapitando o rei Jorge III do Reino Unido. Charles James Fox, o criador do sentido estrito do termo "radical", está segurando o machado.

O  radicalismo, no sentido filosófico, pode ser definido como uma doutrina que prega o uso de ações revolucionárias visando à transformação da sociedade.
Num sentido mais estrito, o termo costuma ser aplicado às correntes políticas democráticas do final do século XVIII e início do século XIX.

## História
O radicalismo tem suas raízes no final do século XVIII e início do século XIX, durante a Revolução Francesa, quando houve a proposta de que o comportamento jacobinista de determinados grupos deveria visar ao combate pela raiz das anomalias sociais mediante a implantação de reformas radicais.

## O termo
O termo radicalismo foi introduzido pelo deputado na Câmara dos Comuns Britânica Charles James Fox em 1797 (em plena Revolução Francesa). Fox, na ocasião, exigia a reforma radical, nas suas palavras, do sufrágio universal (nesse tempo, no Reino Unido, o sufrágio era limitado aos proprietários avultados). Os Radicais Ingleses eram a ala esquerdista do Partido Whig ou Liberal. Eles inspiravam-se na obra de John Stuart Mill, que defendia que a validade das acções se media pelo bem que traziam ao maior número de indivíduos possível.

## Sentido estrito do termo
Politicamente, o radicalismo pode ser entendido como a ala do liberalismo mais extremista e esquerdista. Os Partidos Radicais foram bastante influentes no fim do século XIX, nomeadamente na França, Itália e Espanha. Eles defendiam políticas democráticas, igualitárias e revolucionárias que, depois, foram apropriadas pelo surgimento do marxismo. O eleitorado radical viria a ser conquistado pelos novos Partidos Sociais-Democratas e Socialistas. Os partidos radicais, desde então, adotaram uma postura centrista.
Em Portugal e no Brasil, os Radicais tiveram uma influência muito considerável no desenvolvimento histórico dos seus países. Melhor conhecidos por Republicanos devido à sua principal exigência ser o derrube da Monarquia, o seu programa era semelhante ao do Partido Radical Francês, em cujo país o regime já era republicano: fim dos privilégios à Igreja Católica, fim das rendas do Estado aos nobres e políticos, educação primária universal, sufrágio universal, fim das Câmaras Parlamentares dos Lordes não eleitos e melhoria das condições laborais e direitos dos trabalhadores das fábricas.
O radicalismo é politicamente inflexível e provoca antagonismos devido à oposição tanto ao liberalismo moderado, cuja proposta é a reforma gradual por vias constitucionais, quanto ao conservadorismo, que propõe a manutenção dos padrões sociais tradicionais. Apesar de não ser contra o constitucionalismo de jure, os radicais defendiam reformas e ações disruptivas e de luta social, que eram consideradas por outros grupos políticos como desestabilizadoras da ordem constitucional.
Hodiernamente, o termo quando empregado em relação à política ou aos políticos, tem conotação pejorativa.